# リサンドロ・ロペス (1989年生のサッカー選手)
リサンドロ・ロペス（Lisandro López, 1989年9月1日 - ）は、アルゼンチン・サンタフェ州出身のサッカー選手。ボカ・ジュニアーズ所属。ポジションはディフェンダー（センターバック）。

## 経歴
2009年8月22日のCAティグレ戦でCAチャカリタ・ジュニアーズからデビューし、2009-10シーズンは24試合に出場した。2010年7月、フリートランスファーでアルセナルFCに移籍し、リーグ屈指のセンターバックとしての地位を確立した。クラウスーラ2012でリーグ優勝し、2012年にはスーペルコパ・アルヘンティーナでも優勝した。これらの活躍により、同年にはアルゼンチン年間最優秀選手賞を受賞した。2013年7月10日、ポルトガル・プリメイラ・リーガ（1部）のSLベンフィカと5年契約を結んだ。契約解除金は3500万ユーロに設定され、すぐにスペイン・プリメーラ・ディビシオン（1部）のヘタフェCFにレンタル移籍した。
2018年1月15日、インテルナツィオナーレ・ミラノに期限付き移籍で加入。期限付き移籍契約は2018年6月30日（買取オプション付き）までとなっている。2月11日のボローニャFC戦でセリエAデビューを果たしたが、ミランダとミラン・シュクリニアルのバックアッパーの域を出ず、この試合のみの出場に終わった。
2018年8月8日、ジェノアCFCに期限付き移籍で加入。

## タイトル

### クラブ
アルセナルFC
- プリメーラ・ディビシオン (1) : 2011-12C
- スーペルコパ・アルヘンティーナ (1) : 2012

SLベンフィカ
- プリメイラ・リーガ (3) : 2014-15, 2015-16, 2016-17
- タッサ・デ・ポルトガル (1) : 2016-17
- タッサ・ダ・リーガ (2) : 2014-15, 2015-16
- スーペルタッサ・カンディド・デ・オリベイラ (3) : 2014, 2016, 2017

ボカ・ジュニアーズ
- プリメーラ・ディビシオン (アルゼンチン)プリメーラ・ディビシオン (1) : 2019-20
- スーペルコパ・アルヘンティーナ (1) : 2018

### 個人
- アルゼンチン年間最優秀選手賞 (1) : 2012